# Michael Dobler
Michael Dobler (* 1976) ist ein deutscher Wirtschaftswissenschaftler und Hochschullehrer.

## Leben
Er  studierte Betriebswirtschaftslehre an der Ludwig-Maximilians-Universität München. Dort wurde er nach Erwerb des Diploms (2000) und des Master of Business Research (2003) im Juli 2004 mit einer Arbeit zur Risikoberichterstattung promoviert, die mit dem Münchener Forschungspreis für Wirtschaftsprüfung ausgezeichnet ist. 
Einem Forschungsaufenthalt an der University of Ottawa folgten im Februar 2009 die Habilitation mit Arbeiten an der Schnittstelle von Regulierung und Ökonomie der nationalen und internationalen Rechnungslegung und Wirtschaftsprüfung sowie der Ruf an die Technische Universität Dresden. Hier wurde er im September 2009 zum Professor ernannt und hat seither die Professur für Betriebswirtschaftslehre, insbesondere Wirtschaftsprüfung und Steuerlehre inne.